# Stefan Mutter
Stefan Mutter (ur. 3 października 1956 w Bazylei) – szwajcarski kolarz szosowy, dwukrotny medalista mistrzostw świata.

## Kariera
Największe sukcesy w karierze Stefan Mutter osiągnął w 1978 roku, kiedy zdobył dwa medale podczas mistrzostw świata w Nürburgu. W wyścigu ze startu wspólnego amatorów zajął trzecie miejsce, przegrywając tylko ze swym rodakiem Gilbertem Glausem oraz Polakiem Krzysztofem Sujką. Na tych samych mistrzostwach wspólnie z Gilbertem Glausem, Richardem Trinklerem i Kurtem Ehrenspergerem zdobył brązowy medal w drużynowej jeździe na czas. Ponadto w 1977 roku wygrał Mistrzostwa Zurychu w kategorii amatorów, w 1978 zwyciężył w Giro del Mendrisiotto, a w 1981 roku był najlepszy w Tour Méditerranéen. Był również drugi w Österreich-Rundfahrt (1978), Paryż-Nicea (1980), Liège-Bastogne-Liège (1981) i Mediolan-Turyn (1985). Czterokrotnie startował w Tour de France, najlepszy wynik osiągnął w 1982 roku, kiedy zajął 21. miejsce w klasyfikacji generalnej i wygrał jeden etap. Na TdF 1979 wraz z kolegami z teamu dwukrotnie wygrywał drużynową jazdę na czas. W 1982 roku był siódmy w Vuelta a España, wygrywając przy tym klasyfikację punktową. W tym samym roku siódmy był także w Giro d'Italia, a w 1984 roku wygrał jeden z etapów tego wyścigu (w klasyfikacji generalnej zajął 33. miejsce). Nigdy nie wystąpił na igrzyskach olimpijskich. Jako profesjonalista startował w latach 1979-1990.